# Wiard Ihnen
Wiard „Bill“ Ihnen (* 5. August 1897 in New York City, New York; † 22. Juni 1979 in Los Angeles, Kalifornien) war ein US-amerikanischer Artdirector und Szenenbildner, der zweimal den Oscar für das beste Szenenbild gewann.

## Leben
Ihnen war ursprünglich Maler und Lackierer und begann seine Laufbahn als Szenenbildner in der Filmwirtschaft Hollywoods 1919 bei dem Film A Society Exile und wirkte bis 1960 an der Ausstattung von rund sechzig Filmen mit.
Bei der Oscarverleihung 1938 erhielt er eine Nominierung für den Oscar für das beste Szenenbild für den Film Jeder Tag ein Feiertag (Every Day’s a Holiday, 1937)  von A. Edward Sutherland mit Mae West, die auch das Drehbuch verfasste, sowie Edmund Lowe in den Hauptrollen.
1945 gewann er mit Thomas Little seinen ersten von zwei Oscars für das beste Szenenbild und zwar für den Farbfilm Wilson (1944), einer unter der Regie von Henry King entstandenen Verfilmung des Lebens von US-Präsident Woodrow Wilson mit Alexander Knox als Wilson sowie Charles Coburn und Geraldine Fitzgerald in weiteren Hauptrollen.
Einen zweiten Oscar in der Kategorie bestes Szenenbild erhielt er bei der darauf folgenden Oscarverleihung 1946 erhielt er mit A. Roland Fields für den Schwarzweißfilm Spionage in Fernost (Blood in the Sun, 1945), einem von Frank Lloyd inszenierten Kriegs- und Spionagefilm mit James Cagney, Sylvia Sidney und Porter Hall in den Hauptrollen.
Bill Ihnen war vom 8. September 1940 bis zu seinem Tod mit der berühmten Kostümbildnerin Edith Head verheiratet, die rund 1000 Filme mit Kostümen ausstattete sowie 35 Mal für den Oscar für das beste Kostümdesign nominiert war und acht Oscars in dieser Kategorie gewann.

## Filmografie (Auswahl)
- 1919: A Society Exile
- 1923: Potash and Perlmutter
- 1933: Wiegenlied
- 1935: Becky Sharp
- 1934: Prinzessin für 30 Tage (Thirty-Day Princess)
- 1936: Auf in den Westen (Go West Young Man)
- 1937: Love on Toast
- 1937: Jeder Tag ein Feiertag (Every Day’s a Holiday)
- 1939: Damals in Hollywood (Hollywood Calvacade)
- 1940: The Blue Bird
- 1941: Confirm or deny
- 1941: Menschenjagd (Man Hunt)
- 1942: Roxie Hart
- 1943: Die Waise von Lowood (Jane Eyre)
- 1944: Wilson
- 1945: Spionage in Fernost (Blood on the Sun)
- 1951: Bis zum letzten Atemzug (Only The Valiant)
- 1953: Im Tal des Verderbens (War Paint)
- 1956: Heißer Süden (The King and Four Queens)
- 1960: Der Admiral (The Gallant Hours)